# Noah Wyle
Noah Strausser Speer Wyle (Hollywood, Kalifornia, 1971. június 4. –) amerikai film-, televíziós és színpadi színész. 
Legismertebb televíziós szerepe Dr. John Carter a Vészhelyzet (1994–2009) című amerikai kórházsorozatban. Alakításával három Golden Globe- és öt Primetime Emmy-jelölést szerzett. Fontosabb alakítása volt még Flynn Carsen a Titkok könyvtára televíziós filmekben és sorozatban (2004–2018), valamint Tom Mason az Éghasadás (2011–2015) című sci-fi-sorozatban.
Fontosabb filmszerepei közé tartozik az  Egy becsületbeli ügy (1992), A szilikonvölgy kalózai (1999), a Donnie Darko (2001) és a W. – George W. Bush élete (2008).

## Családi háttere
Háromgyermekes család középső gyermekeként született Hollywoodban. Édesanyja, Marjorie Wyle (leánykori nevén Speer), az egészségügyben dolgozott, édesapja, Stephen Wyle villamosmérnök, vállalkozó. Anyai ágon episzkopális, apai ágon zsidó családba született. A szülők 1970-ben elváltak.

## Pályafutása
Wyle elsősorban sorozatszínészként ismert, első, áttörést jelentő szerepe John Carter karaktere volt, amelyet 1994-től 2005-ig játszott a Vészhelyzet című televíziós sorozatban. Ő volt a stáb legfiatalabb tagja. Emellett főszerepet játszott az Éghasadás című sorozatban, és fontos visszatérő szereplője a The Librarians című sorozatnak.
A televíziós szerepek mellett Wylie filmes és színpadi szerepeket is megformált pályafutása során, többek között ő játszotta Steve Jobsot A szilíciumvölgy kalózai című 1999-es tévéfilmben.

## Magánélete
Első feleségével, a sminkesként dolgozó Tracy Warbinnel 2000-ben házasodtak össze, egy fiuk és egy lányuk született. 2010-ben elváltak. Második feleségével, Sara Wellsszel 2014-ben kötöttek házasságot, 2015-ben lányuk született.

## Filmográfia

### Film
| Év   | Magyar cím                    | Eredeti cím                                         | Szerep                       | Magyar hang      |
| ---- | ----------------------------- | --------------------------------------------------- | ---------------------------- | ---------------- |
| 1985 |                               | Lust in the Dust                                    | fiatal férfi                 |                  |
| 1991 | Elveszett szívek              | Crooked Hearts                                      | Ask                          | Szokol Péter     |
| 1992 | Egy becsületbeli ügy          | A Few Good Men                                      | Jeffrey Barnes tizedes       | Lippai László    |
| 1993 | Szving mindhalálig            | Swing Kids                                          | Emil Lutz                    |                  |
| 1994 | Mindent bele, srácok!         | There Goes My Baby                                  | Michael Finnegan             | Holl Nándor      |
| 1994 | Mindent bele, srácok!         | There Goes My Baby                                  | Michael Finnegan             | Markovics Tamás  |
| 1997 | Nem vagyunk már ugyanazok     | The Myth of Fingerprints                            | Warren                       | Schnell Ádám     |
| 1999 |                               | Can't Stop Dancing                                  | Poe                          |                  |
| 2001 | Donnie Darko                  | Donnie Darko                                        | Kenneth Monnitoff professzor | Kárpáti Levente  |
| 2001 | Maffiák kereszttüzében        | Scenes of the Crime                                 | Seth                         | Dolmány Attila   |
| 2002 | Most már elég!                | Enough                                              | Robbie                       | Fekete Zoltán    |
| 2002 | Fehér leander                 | White Oleander                                      | Mark Richards                | Galbenisz Tomasz |
| 2005 | A kaliforniaiak               | The Californians                                    | Gavin Ransom                 | Széles Tamás     |
| 2008 | Láncra vert igazság           | Nothing but the Truth                               | Avril Aaronson               | Viczián Ottó     |
| 2008 | Amerikai viszony              | An American Affair                                  | Mike Stafford                |                  |
| 2008 | W. – George W. Bush élete     | W.                                                  | Donald Evans                 |                  |
| 2010 |                               | Below the Beltway                                   | Hunter Patrick               |                  |
| 2010 | A ház úrnője                  | Queen of the Lot                                    | Aaron Lambert                |                  |
| 2013 |                               | Snake & Mongoose                                    | Arthur Spear                 |                  |
| 2015 |                               | The World Made Straight                             | Leonard Shuler               |                  |
| 2017 | Mélytorok: A Watergate-sztori | Mark Felt: The Man Who Brought Down the White House | Stan Pottinger               |                  |
| 2017 |                               | Shot                                                | Mark Newman                  |                  |

### Televízió
| Év        | Magyar cím                                            | Eredeti cím                                      | Szerep                              | Megjegyzések                                                                                           |
| --------- | ----------------------------------------------------- | ------------------------------------------------ | ----------------------------------- | --- |
| 1990      |                                                       | Blind Faith                                      | Eric                                | minisorozat (2 epizód)                                                                                 |
| 1994      |                                                       | Guinevere                                        | Lancelot                            | tévéfilm                                                                                               |
| 1994–2009 | Vészhelyzet                                           | ER                                               | Dr. John Carter                     | - főszereplő (254 epizód) - magyar hangja: - Alföldi Róbert                                            |
| 1995      | Jóbarátok                                             | Friends                                          | Dr. Jeffrey Rosen                   | 1 epizód                                                                                               |
| 1995      |                                                       | The Larry Sanders Show                           | önmaga                              | 1 epizód                                                                                               |
| 1996      | Szezám utca                                           | Sesame Street                                    | Dr. Colburn                         | két epizód                                                                                             |
| 1999      | A szilikonvölgy kalózai                               | Pirates of Silicon Valley                        | Steve Jobs                          | - tévéfilm - magyar hangja: - Alföldi Róbert                                                           |
| 1999      |                                                       | Save Our History: America's Most Endangered 1999 | önmaga                              | házigazda                                                                                              |
| 2000      | Bombabiztos                                           | Fail Safe                                        | Buck                                | - tévéfilm - magyar hangja: - Alföldi Róbert                                                           |
| 2000      |                                                       | Beggars and Choosers                             | Davis G. Green                      | egy epizód                                                                                             |
| 2004      | Titkok könyvtára – A Szent Lándzsa küldetés           | The Librarian: Quest for the Spear               | Flynn Carsen                        | - tévéfilm - magyar hangja: - Alföldi Róbert - Széles Tamás                                            |
| 2006      | Titkok könyvtára 2. – A visszatérés Salamon kincséhez | The Librarian: Return to King Solomon's Mines    | Flynn Carsen                        | - tévéfilm (filmproducer) - magyar hangja: - Alföldi Róbert - Széles Tamás                             |
| 2008      | A titkok könyvtára 3. – A Júdás-kehely átka           | The Librarian: Curse of the Judas Chalice        | Flynn Carsen                        | - tévéfilm (filmproducer) - magyar hangja: - Alföldi Róbert - Széles Tamás                             |
| 2011–2015 | Éghasadás                                             | Falling Skies                                    | Tom Mason                           | - főszereplő (52 epizód) - rendező (1 epizód) - producer (31 epizód) - magyar hangja: - Alföldi Róbert |
| 2013      | Laborpatkányok                                        | Lab Rats                                         | Dr. Evans                           | egy epizód                                                                                             |
| 2014      | Phineas és Ferb                                       | Phineas and Ferb                                 | Martin a hírárusító (hangja)        | 1 epizód                                                                                               |
| 2014–2018 | A titkok könyvtára                                    | The Librarians                                   | Flynn Carsen                        | - főszereplő (23 epizód) - rendező (5 epizód) - forgatókönyvíró (1 epizód) - producer (31 epizód)      |
| 2014–2018 | A titkok könyvtára                                    | The Librarians                                   | Flynn Carsen                        | - magyar hangja: - Stohl András - Alföldi Róbert                                                       |
| 2015      | Tömény történelem                                     | Drunk History                                    | Thomas Nast                         | 1 epizód                                                                                               |
| 2016      | Angie Tribeca – A törvény nemében                     | Angie Tribeca                                    | kórházi adminisztrátor              | 1 epizód                                                                                               |
| 2018      | A Romanov-dinasztia                                   | The Romanoffs                                    | Ivan                                | 1 epizód                                                                                               |
| 2019      | Red Line                                              | The Red Line                                     | Daniel Calder                       | - főszereplő - magyar hangja: - Alföldi Róbert                                                         |
| 2025–     | Vészhelyzet Pittsburghben                             | The Pitt                                         | Dr. Dr. Michael "Robby" Robinavitch | - főszereplő - magyar hangja: - Alföldi Róbert                                                         |

## Díjak és elismerések
| Év   | Szervezet                      | Kategória                                                                             | Alkotás                                               | Eredmény |
| ---- | ------------------------------ | ------------------------------------------------------------------------------------- | ----------------------------------------------------- | -------- |
| 1995 | Emmy-díj                       | legjobb férfi mellékszereplő (drámai tévésorozat)                                     | Vészhelyzet                                           | Jelölve  |
| 1995 | SAG-díj                        | legjobb szereplőgárda (drámai tévésorozat)                                            | Vészhelyzet                                           | Jelölve  |
| 1995 | Viewers for Quality Television | legjobb férfi mellékszereplő (drámai tévésorozat)                                     | Vészhelyzet                                           | Jelölve  |
| 1996 | Emmy-díj                       | legjobb férfi mellékszereplő (drámai tévésorozat)                                     | Vészhelyzet                                           | Jelölve  |
| 1996 | SAG-díj                        | legjobb szereplőgárda (drámai tévésorozat)                                            | Vészhelyzet                                           | Elnyerte |
| 1997 | Golden Globe-díj               | legjobb férfi mellékszereplő (televíziósorozat, televíziós minisorozat vagy tévéfilm) | Vészhelyzet                                           | Jelölve  |
| 1997 | Emmy-díj                       | legjobb férfi mellékszereplő (drámai tévésorozat)                                     | Vészhelyzet                                           | Jelölve  |
| 1997 | SAG-díj                        | legjobb szereplőgárda (drámai tévésorozat)                                            | Vészhelyzet                                           | Elnyerte |
| 1997 | Viewers for Quality Television | legjobb férfi mellékszereplő (drámai tévésorozat)                                     | Vészhelyzet                                           | Jelölve  |
| 1998 | Golden Globe-díj               | legjobb férfi mellékszereplő (televíziósorozat, televíziós minisorozat vagy tévéfilm) | Vészhelyzet                                           | Jelölve  |
| 1998 | Emmy-díj                       | legjobb férfi mellékszereplő (drámai tévésorozat)                                     | Vészhelyzet                                           | Jelölve  |
| 1998 | SAG-díj                        | legjobb szereplőgárda (drámai tévésorozat)                                            | Vészhelyzet                                           | Elnyerte |
| 1998 | Viewers for Quality Television | legjobb férfi mellékszereplő (drámai tévésorozat)                                     | Vészhelyzet                                           | Jelölve  |
| 1999 | Golden Globe-díj               | legjobb férfi mellékszereplő                                                          | Vészhelyzet                                           | Jelölve  |
| 1999 | Emmy-díj                       | legjobb férfi mellékszereplő (drámai tévésorozat)                                     | Vészhelyzet                                           | Jelölve  |
| 1999 | SAG-díj                        | legjobb szereplőgárda (drámai tévésorozat)                                            | Vészhelyzet                                           | Elnyerte |
| 1999 | Teen Choice Awards             | Choice TV Actor                                                                       | Vészhelyzet                                           | Jelölve  |
| 2000 | SAG-díj                        | legjobb szereplőgárda (drámai tévésorozat)                                            | Vészhelyzet                                           | Jelölve  |
| 2001 | SAG-díj                        | legjobb szereplőgárda (drámai tévésorozat)                                            | Vészhelyzet                                           | Jelölve  |
| 2003 | Prism Awards                   | Drámasorozat                                                                          | Vészhelyzet                                           | Elnyerte |
| 2005 | Szaturnusz-díj                 | legjobb televíziós színész                                                            | Titkok könyvtára – A Szent Lándzsa küldetés           | Jelölve  |
| 2007 | Szaturnusz-díj                 | legjobb televíziós színész                                                            | Titkok könyvtára 2. – A visszatérés Salamon kincséhez | Jelölve  |
| 2009 | Szaturnusz-díj                 | legjobb televíziós színész                                                            | A titkok könyvtára 3. - A Júdás-kehely átka           | Jelölve  |
| 2011 | Teen Choice Awards             | Choice Summer TV Star: A legjobb férfi színész (televízió)                            | Éghasadás                                             | Jelölve  |
| 2012 | Szaturnusz-díj                 | legjobb televíziós színész                                                            | Éghasadás                                             | Jelölve  |
| 2014 | Szaturnusz-díj                 | legjobb televíziós színész                                                            | Éghasadás                                             | Jelölve  |
| 2015 | Szaturnusz-díj                 | legjobb televíziós színész                                                            | Éghasadás                                             | Jelölve  |
| 2025 | Emmy-díj                       | legjobb férfi mellékszereplő (drámai tévésorozat)                                     | Vészhelyzet Pittsburghben                             | Jelölve  |

## Fordítás
- Ez a szócikk részben vagy egészben  a   Noah Wyle című angol Wikipédia-szócikk fordításán alapul.  Az eredeti cikk szerkesztőit annak laptörténete sorolja fel. Ez a jelzés csupán a megfogalmazás eredetét és a szerzői jogokat jelzi, nem szolgál a cikkben szereplő információk forrásmegjelöléseként.